# František Lichtenberk
František Lichtenberk, též Frank Lichtenberk (31. prosince 1945, Dubí – 29. dubna 2015, Auckland, Nový Zéland) byl lingvista a specialista na oceánské jazyky Pacifiku.

## Život

### Evropa
Frank Lichtenberk se narodil v Dubí v Československu. Protože jeho otec zastával vysokou funkci na ministerstvu, rodina se brzy přestěhovala do Prahy. V Praze na přání svého otce vystudoval střední průmyslovou školu. Po absovování povinné dvouleté základní vojenské služby získal zaměstnání ve Výzkumném ústavu telekomunikací Praha (ten pokračuje jako TTC Telekomunikace, s .r. o.). Ve Výzkumném ústavu pracoval v elektrotechnickém úseku jako technik/projektant a zde se spřátelil s Robertem Pecharem. V roce 1969 oba muži získali povolení k návštěvě veletrhu elektroniky v Hannoveru. Po odjezdu, kvůli počínající normalizaci po potlačení Pražského jara, požádali v Západním Německu o azyl. Jako posrpnový emigrant strávil Frank šest měsíců v uprchlickém táboře v Zirndorfu u Norimberka, kde během pobytu pracoval v jídelně kasáren americké armády a zlepšil si angličtinu. Po udělení azylu se přestěhoval do Kolína nad Rýnem, odkud se mu podařilo dostat se do Toronta v Kanadě.

### Studium v Torontu a Honolulu
Počátkem 70. let začal při práci studovat na Torontské univerzitě lingvistiku, obor, o nějž se zajímal už v Praze. Dle jeho slov jej v Torontu nejvíce ovlivnil Henry Alan Gleason, autor slavné učebnice Úvod do deskriptivní lingvistiky. K dalším jeho pedagogům patřili: Jack Chambers (výuka transformačně-generativní gramatiky), Jack Chambers (terénní metody, americký strukturalismus), Peter Reich (stratifikační gramatika a psycholingvistika), Ed Burstynsky (fonologie, Pražská škola), Hank Rogers (fonologie) a Ron Wardhaugh (sociolingvistik)). V roce 1975 se Frank v Torontu pustil do magisterského studia lingvistiky formou kurzů; zaměstnán byl jako asistent pedagoga. V příštím roce, kdy získal titul magistra, pokračoval ve studiu na Havajské univerzitě v Honolulu – katedře pro výzkum jazyků tichomořských ostrovů. Pod vedením Andrewa Pawleyho obhájil doktorát prací, jež se týkala jazyka Manam.

### Nový Zéland
V roce 1980 začal Frank pracovat na univerzitě v Aucklandu.Tam pracoval více než třicet let. Českou republiku navštívil v roce 2010. Zemřel 29. 4. 2015 po nehodě, při níž ho srazil vlak. Zůstala po něm dcera Sonya. Spolu s Mirkem Smíškem patří k nejznámějším Novozélanďanům českého původu.

## Dílo
Z jeho rozsáhlého díla o oceánských jazycích a lingvistice jsou nejnápadnější dvě publikace pozoruhodné popisné gramatiky:
- 634stránková gramatika jazyka Manam „Grammar of Manam“ (University of Hawai'i Press, 1983). Manam je austronéský jazyk, jímž se mluví na Papua Nové Guineji.
- 1300stránková gramatika To'aba'ita (Walter de Gruyter, 2008). To'aba'ita (též Toqabaqita) je řeč, kterou se mluví na Šalamounových ostrovech.
- Doprovodný slovník Ta'aba'ita (395 stran, Oceanic Linguistics, 2008)[6][7]

Kromě toho Frank Lichtenberk významně přispěl k oceánské komparativní historické lingvistice, a to jak v lexikální, tak fonologické oblasti. Jeho práce jsou výsledkem dvou desetiletí trvajících terénních prací a pokrývají širokou škálu témat, jakými jsou například: reciproční konstrukce, reflexivní konstrukce, přivlastňovací konstrukce, tázací výrazy, čas, aspekt a modalita.